# Uniwersytet Ottawski
Uniwersytet Ottawski (ang. University of Ottawa, fr. Université d’Ottawa) – uniwersytet działający w Ottawie, w prowincji Ontario.
Jest największą uczelnią dwujęzyczną w Ameryce Północnej, przy czym 70% studentów uczy się w języku angielskim, a 30% we francuskim.
Założony został w 1848 r. pod nazwą College of Bytown przez oblatów. W 1861 r. zmieniono nazwę na College of Ottawa. W 1866 r. szkoła otrzymała status uniwersytetu.
W 1967 r. dokonano jego reformy, przekształcając go w świecką placówkę dotowaną przez rząd prowincji Ontario.